# Diocese de Patos de Minas

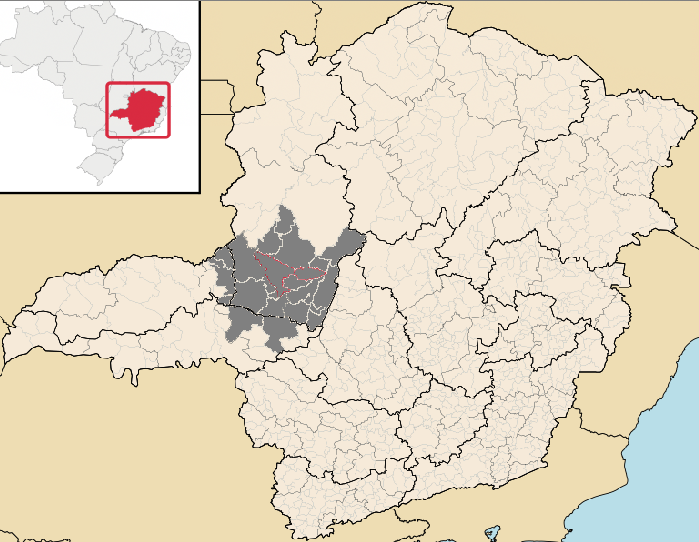
Mapa da diocese.

A Diocese de Patos de Minas (Dioecesis Patensis) é uma diocese da Igreja Católica do Brasil no estado de Minas Gerais. A sé episcopal está na Catedral de Santo Antônio, localizada na cidade de Patos de Minas.

## História
A diocese foi criada no dia 5 de abril de 1955, por meio da bula Ex Quo Die do Papa Pio XII.[carece de fontes?]
A Diocese de Patos de Minas é sufragânea da Arquidiocese de Uberaba, com quem faz limite. Além desta, também faz limite com as circunscrições:
- Diocese de Uberlândia;
- Diocese de Paracatu;
- Arquidiocese de Diamantina;
- Diocese de Luz;[2]
- Diocese de Ipameri (Goiás).[3]

## Bispos
|                 | Nome                           | Período    | Notas                           |
| Bispos          | Bispos                         | Bispos     | Bispos                          |
| --------------- | ------------------------------ | ---------- | ------------------------------- |
| 4º              | Cláudio Nori Sturm, O.F.M.Cap. | 2008-atual |                                 |
| 3º              | João Bosco Oliver de Faria     | 1992-2007  | Nomeado Arcebispo de Diamantina |
| 2º              | Jorge Scarso, O.F.M.Cap.       | 1968-1992  |                                 |
| 1º              | José André Coimbra             | 1955-1968  |                                 |
| Bispo-coadjutor |                                |            |                                 |
|                 | José Belvino do Nascimento     | 1987-1989  | Nomeado Bispo de Divinópolis    |
| Bispo-auxiliar  |                                |            |                                 |
|                 | Jorge Scarso, O.F.M.Cap.       | 1967-1968  | Elevado a Bispo                 |

## Bispos filhos
Até hoje quatro religiosos nascidos e criados na Diocese de Patos de Minas se tornaram bispos:
- Dom José Lima: bispo emérito da Diocese de Sete Lagoas, em Minas Gerais, nasceu em Tiros onde cursou a educação básica, antes de seguir para o Seminário Menor de Mariana.
- Dom José Martins da Silva: arcebispo emérito da Arquidiocese de Porto Velho, em Rondônia, também nasceu em Tiros, ainda criança seguiu para Dores do Indaiá, onde iniciou seus estudos. Faleceu em
- Dom José Moreira de Melo: bispo da Diocese de Itapeva, em São Paulo, nasceu em Serra do Salitre. Estudou em Lagoa Formosa e em Patos de Minas.
- Dom Paulo Sérgio Machado: bispo da Diocese de São Carlos, em São Paulo, nasceu em Patrocínio. Estudou em Coromandel e foi vigário geral de Diocese de Patos de Minas.

## Setores e paróquias
Atualmente 24 municípios compõem a Diocese de Patos de Minas, com ao todo são 45 paróquias:
| Setor Santo Antônio - Patos de Minas - Catedral de Santo Antônio (sede da diocese) - Nossa Senhora da Abadia - Nossa Senhora das Dores (distrito de Major Porto) - Nossa Senhora do Rosário - Santa Terezinha do Menino Jesus - São Benedito - São João Batista - São Pedro e São Paulo - São Vicente de Paulo | Setor Nossa Sra. da Abadia - Abadia dos Dourados - Nossa Senhora da Abadia - Coromandel - Nossa Senhora das Graças - Senhora Santana - Douradoquara - Santa Cruz - Iraí de Minas - Nossa Senhora do Rosário - Monte Carmelo - Bom Pastor - Nossa Senhora de Fátima - Nossa Senhora do Carmo | Setor Santa Rita de Cássia - Lagamar - Cristo Rei - Lagoa Grande - São Sebastião - Presidente Olegário - Santa Rita de Cássia - São Gonçalo do Abaeté - Imaculada Conceição - Varjão de Minas - Nossa Senhora da Guia | Setor São Francisco - Arapuá - São João Batista - Carmo do Paranaíba - Nossa Senhora do Carmo - São José Operário - Ibiá - São Pedro de Alcântara - Lagoa Formosa - Nossa Senhora da Piedade - Matutina - Nossa Senhora da Abadia - Rio Paranaíba - São Francisco das Chagas - São Gotardo - Nossa Senhora Aparecida - Santa Cruz - São Sebastião - Tiros - Santo Antônio | Setor São Sebastião - Ibiá - São Benedito - São Pedro de Alcântara - Guarda dos Ferreiros - São Sebastião - Patrocínio - Nossa Senhora do Patrocínio - Padre Daminhão de Molokai - Santa Terezinha - São José - Papa João Paulo II - São Geraldo - Perdizes - Nossa Senhora da Conceição - Serra do Salitre - São Sebastião | Setor São José - Cruzeiro da Fortaleza - Santa Cruz - Guimarânia - São Sebastião - Patrocínio - Nossa Senhora do Patrocínio - Padre Daminhão de Molokai - Santa Terezinha - São José - Papa João Paulo II - São Geraldo - Perdizes - Nossa Senhora da Conceição - Serra do Salitre - São Sebastião |

## Instituições de formação de religiosos

### Convento dos Frades Menores Capuchinhos
O convento dos capuchinhos como é conhecido, fica em anexo a igreja Matriz da Paróquia Sta Terezinha do Menino Jesus, a fraternidade hoje conta com 4 frades e alguns postulantes (seminarista capuchinho). Os capuchinhos pertencem a Província dos Frades Menores Capuchinhos de Minas Gerais (PROCAMIG) e tiveram sua chegada na cidade há mais de 70 anos, chegaram primeiramente na paróquia do Rosário e se transferiram para uma área da cidade onde não era tão habitada, hoje instalados na Igreja Sta. Terezinha cuidam de 16 comunidades entre rural e urbana.[carece de fontes?]

### Carmelo
A Comunidade do Carmelo da Santíssima Trindade e do Imaculado Coração de Maria foi fundado em 2000, sendo criado freiras provenientes do Carmelo São José, da cidade de Três Pontas. Fica em Patos de Minas.
Para a Formação Sacerdotal, a Diocese de Patos de Minas possui 2 instituições do clero diocesano.[carece de fontes?]

### Seminário Menor
Sob o reitorado do Padre Iram Martins Alves Júnior, o Seminário Menor fica atualmente na cidade de Patrocínio.

### Seminário Maior
Fundado em 1988, o Seminário Maior funcionou inicialmente em Araxá, junto ao Seminário Imaculado Coração de Maria. Em 1996 foi transferido para Patos de Minas, com o nome de Seminário Maior “Dom José André Coimbra". Funciona em uma sede própria desde 1997. E sob reitoria de Padre Antônio Carlos Paiva. O Diretor Espiritual é Monsenhor Vanderly Francisco de Sousa e o Diretor Acadêmico é Padre Nilson André Fernandes.